# Mundo Galante

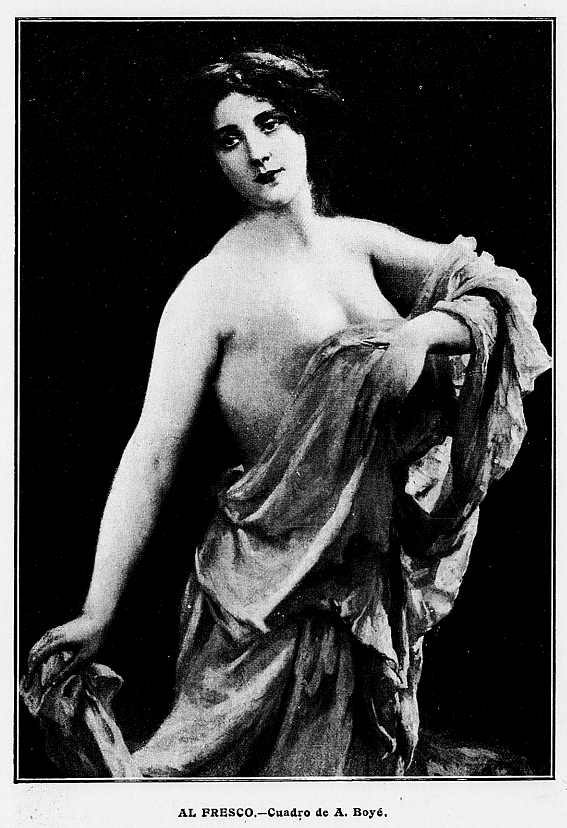
Al fresco, cuadro de A. Boyé.

Mundo Galante fue una revista editada en la ciudad española de Madrid a lo largo de 1912, vinculada al género sicalíptico.

## Historia
Fue una revista semanal de variedades publicada en Madrid en 1912. Descrita como una publicación «erótico-satírica», sus páginas fueron encuadradas dentro de un género sicalíptico. Tenía en torno a diez o dieciséis páginas y estaba impresa en blanco y negro. Su contenido incluía fotografías de mujeres, narraciones cortas y poemas, entre otros.
El número 1 de la publicación apareció en 9 de mayo de 1912, sus primeros ejemplares contaron con textos de autores como José Pastor Rubira, Rafael Homedes i Mundó, Cátulo Mendes o Fray Candil, entre otros.